# Finska mästerskapet i bandy 1969/1970
Finska mästerskapet i bandy 1969/1970 innebar övergång till dubbelserie. Oulun Luistinseura vann mästerskapet. MP:s Matti Vanhanen vann skytteligan med 48 mål.

## Mästerskapsserien

### Slutställning
| Lag                    | Spelade | Vinster | Oavgjorda | Förluster | Målskillnad | Poäng |
| ---------------------- | ------- | ------- | --------- | --------- | ----------- | ----- |
| OLS                    | 18      | 14      | 2         | 2         | 119–41      | 30    |
| Warkauden Pallo -35    | 18      | 14      | 1         | 3         | 133–40      | 29    |
| Mikkelin Palloilijat   | 18      | 12      | 3         | 3         | 125–51      | 27    |
| Veitsiluodon Vastus    | 18      | 12      | 1         | 5         | 98–43       | 25    |
| OPS                    | 18      | 10      | 1         | 7         | 79–65       | 21    |
| Vaasa -67              | 18      | 8       | 0         | 10        | 68–80       | 16    |
| Lappeenrannan Pallo    | 18      | 6       | 2         | 10        | 67–75       | 14    |
| IFK Helsingfors        | 18      | 4       | 2         | 12        | 65–89       | 10    |
| Käpylän Urheilu-Veikot | 18      | 4       | 0         | 14        | 57–101      | 8     |
| Joensuun Maila-Pojat   | 18      | 0       | 0         | 18        | 27–251      | 0     |

KUV och JMP åkte ur serien. Nykomling blev Borgå Akilles. V-67 och Imatran Pallo-Salamat sade upp sina platser.

## Finska mästarna
OLS: Raimo Ikonen, Ahti Härkönen, Pertti Härkönen, Antti Ervasti, Juha Ohtonen, Juhani Ruokolainen, Veikko Torkkeli, Pekka Vartiainen, Matti Alatalo, Toivo Orava, Seppo Rounaja, Erkki Leinonen, Osmo Silander, Pekka Paulamäki.

### Fotnoter
1. ↑  finbandy.fi